# Piekary Śląskie
Piekary Śląskie [pjɛˈkarɨ ˈɕlɔ̃skʲɛ] (tiếng Đức: Deutsch Piekar) là một thành phố ở Silesia phía nam Ba Lan, gần Katowice. Là khu vực phía bắc của vùng đô thị Thượng Silesia có dân số 2 triệu người. Thành phố năm ở cao nguyên Silesia, bên sông Brynica (chi lưu của sông Vistula).
Thành phố thuộc tỉnh Silesia từ khi thành lập năm 1999, trước đó thuộc tỉnh Katowice, và trước đó nữa thuộc tỉnh tự trị Silesia. Piekary Śląskie là một trong những thành phố thuộc khu vực đô thị Katowice và thuộc vùng đại đô thị Silesia có dân số khoảng 5.294.000 người. Dân số thành phố này là 59.061 người (năm 2008).
Piekary là trung tâm tâm linh của Thượng Silesia, một đền Maria là địa điểm hành hương của hàng ngàn tín đồ. Thành phố này cũng là một thành phố công nghiệp khai thác mỏ. Đây đã là một trong những trung tâm của các khởi nghĩa Silesia và năm 1922 đã được Đức nhượng cho Đệ nhị cộng hòa Ba Lan do 86% dân số đã bỏ phiếu chọn phương án gia nhập quốc gia Ba Lan tái lập.